# 3 Count
3 Count était une équipe de catcheur de la World Championship Wrestling composée de Shane Helms, Shannon Moore et Evan Karagias.

## Palmarès et accomplissements
- NWA Wildside
  - 1 fois NWA Georgia Tag Team Championship (Helms et Moore)[2]

- World Championship Wrestling
  - 1 fois WCW Hardcore Championship[1] en 2000